# Svenska Bio
Svenska Bio är ett biografföretag med huvudkontor på Lidingö. Det uppkom genom en sammanslagning mellan Fornstams Biografer  andra halvan av 1980-talet och ett flertal landsortsbiografer från Svensk Filmindustri. 
I augusti 2007 köpte företaget upp Astoria Cinemas två Stockholmsbiografer Victoria och Grand och fick på så vis 16 procent av svenska filmmarknaden. De är därmed Sveriges näst största biografkedja. 
Svenska Bio är idag Sveriges näst största biografkedja med 42 biografer på 40 orter och 155 salonger. Företaget sysselsätter 500 personer.
VD:n Peter Fornstam äger 50 procent av bolaget och Filmstaden, som ägs av AMC ett amerikanskt börsnoterat företag, äger 50 procent.

## Biografer

### Sverige
- Saga, Alingsås
- Biopalatset, Borlänge
- Biostaden 2001, Borås
- Filmpalatset i Bromölla, Bromölla
- Biostaden, Eskilstuna
- Falan, Falun
- Röda Kvarn, Halmstad
- Saga, Härnösand
- Biohuset, Höllviken
- Biostaden, Kalmar
- Saga, Kalmar
- Biostaden, Karlskrona
- Kosmorama, Kristianstad
- Biostaden, Kungsbacka
- Royal, Köping
- Maxim, Landskrona
- Aveny Ludvika, Ludvika
- Saga, Mariestad
- Saga, Mjölby
- Saga, Mora
- Royal, Motala
- Royal, Norrtälje
- Biostaden, Nyköping
- Vinterpalatset, Sälen
- Grand Sandviken, Sandviken
- Grand, Skara
- Biostaden Aveny, Skellefteå
- Biostaden Saga, Skövde
- Grand, Stockholm
- Victoria, Stockholm
- Grand, Trelleborg
- Biostaden Trollhättan, Trollhättan
- Biostaden, Saga, Uddevalla
- Saga, Vänersborg
- Capitol, Varberg
- Saga, Vetlanda
- Biostaden Borgen, Visby
- Biostaden Gummifabriken, Värnamo
- Biostaden, Västervik
- Röda Kvarn Ängelholm, Ängelholm
- Palladium, Örnsköldsvik
- Biostaden, Östersund

### Danmark
- Bio Naestvaed, Danmark
- Empire, Danmark

## Galleri

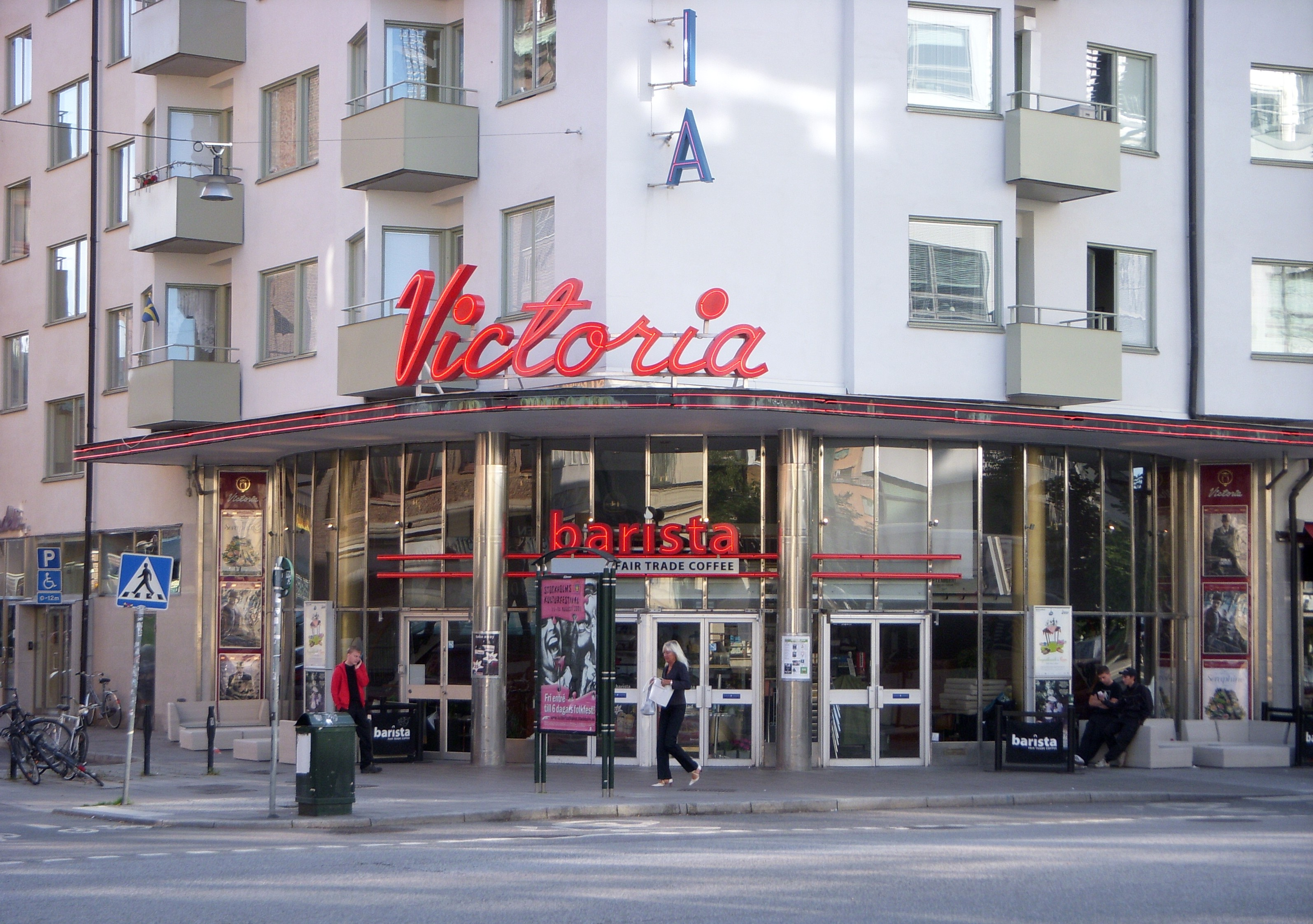
"Victoria" i Stockholm.
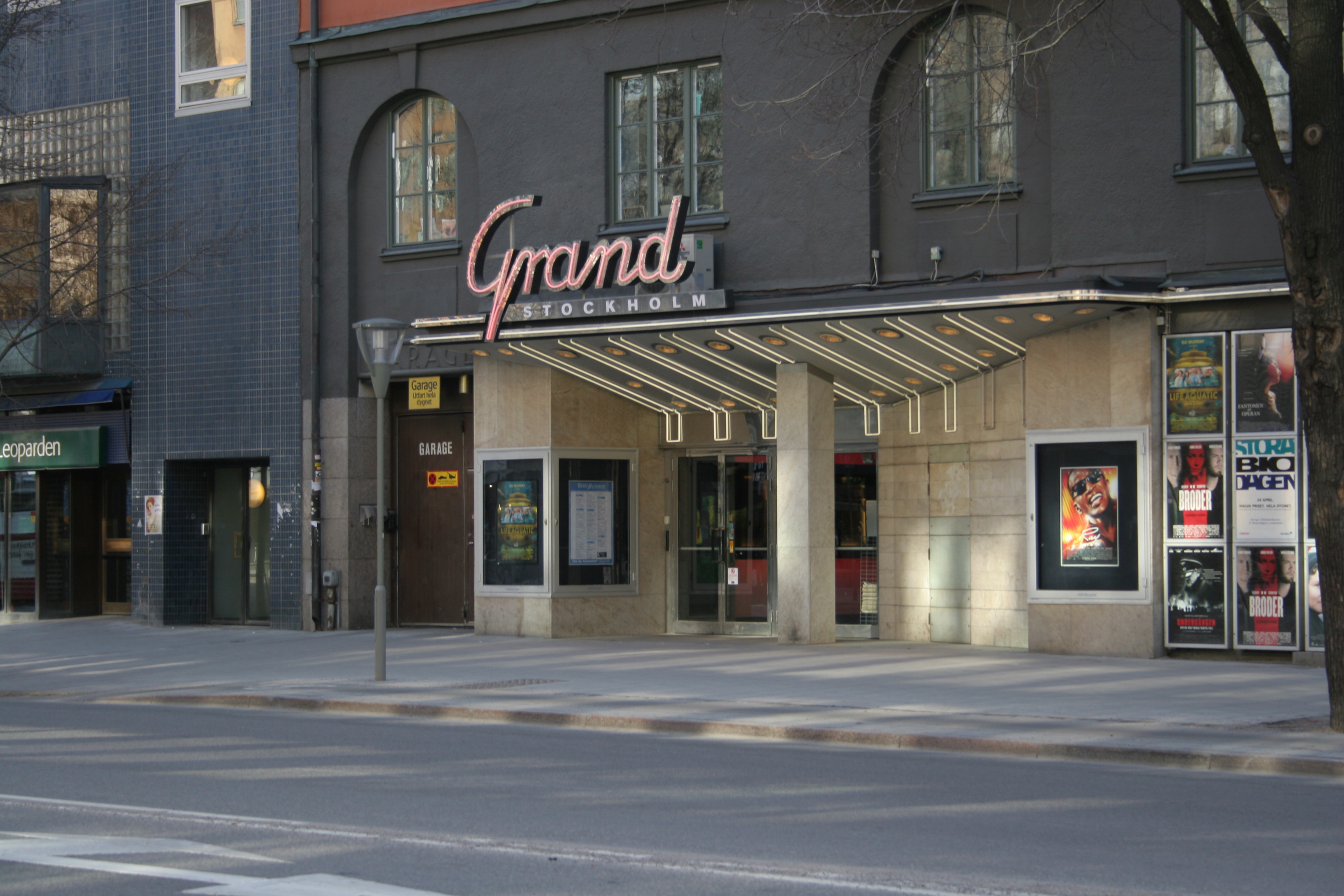
"Grand" i Stockholm.
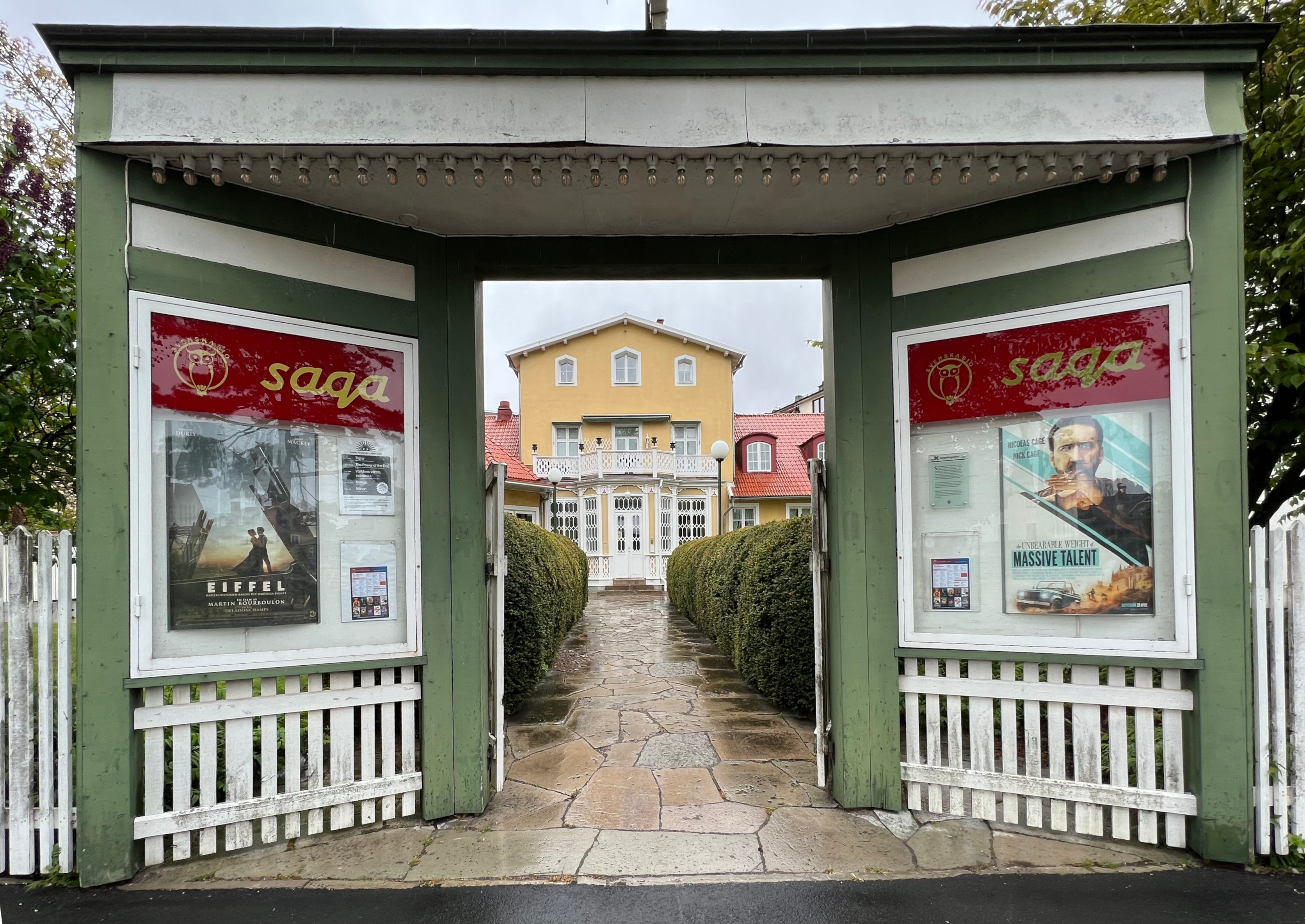
"Saga" i Kalmar.
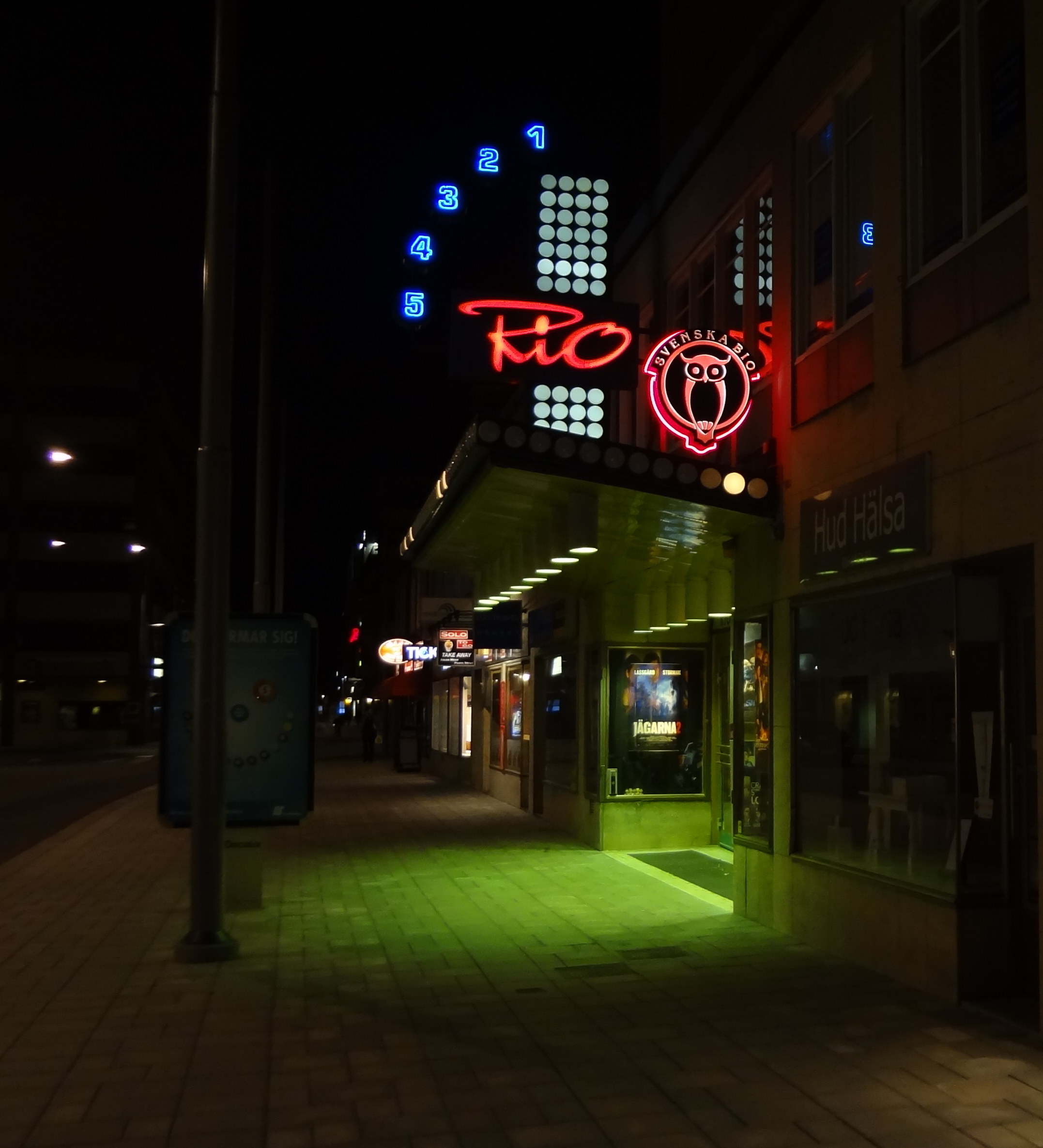
"Rio" i Eskilstuna.